# Æthelwine (ealdorman d'Est-Anglie)
Pour les articles homonymes, voir Æthelwine.
Æthelwine est un noble anglais mort le 24 avril 992. Il est ealdorman d'Est-Anglie de 962 à sa mort, sous les règnes d'Edgar, Édouard le Martyr et Æthelred le Malavisé.

## Biographie
Æthelwine est le fils d'Æthelstan Demi-Roi et de sa femme Ælfwynn. Il est le frère, probablement cadet, d'Æthelwald, à qui il succède à sa mort en 962. Il est l'un des plus puissants nobles d'Angleterre, particulièrement durant la minorité d'Æthelred. De 983 à sa mort, il figure systématiquement en première position dans la liste des ealdormen qui témoignent sur les chartes du roi, juste devant l'ealdorman d'Essex Byrhtnoth qui est son allié. Sa carrière peut être retracée de manière assez détaillée grâce au Liber Eliensis.
Il est inhumé dans l'abbaye de Ramsey, dans le Cambridgeshire, dont il a financé la fondation par l'évêque Oswald de Worcester. On lui connaît trois fils, dont aucun ne lui succède : 
- Edwin, cité par Byrhtferth ;
- Leofric, témoin d'un testament en 986 ;
- Æthelweard, tué à la bataille d'Assandun en 1016.